# T. T. Macan
Thomas Townley Macan (12 septembre 1910 - 12 janvier 1985) est un zoologiste britannique spécialiste des eaux douces, en particulier de leurs invertébrés.

## Biographie
Il grandit dans le sud-ouest de l'Angleterre et étudie au Wellington College, dans le Berkshire puis au Christ's College, à Cambridge. Bien qu'il soit principalement connu pour ses travaux sur la biologie des eaux douces, sa première mission s'inscrit, entre 1933 et 34, dans le cadre d'une expédition scientifique dans l'océan Indien. Les informations recueillies sur les étoiles de mer (Asteroidea) servent à l'appui de sa thèse de doctorat, présentée en 1940.
En 1935, il rejoint la Freshwater Biological Association (FBA). Il y travaille sans interruption jusqu'à sa retraite en 1976, hormis la période de la Seconde Guerre mondiale. En 1941, il est nommé lieutenant au sein du service médical de l'armée britannique et atteint par la suite le grade de major. il étudie les problèmes liés au paludisme en Irak, en Iran, en Inde et en Birmanie. En 1946, il retrouve la FBA en tant que directeur adjoint.
Ses premiers travaux à la FBA portent sur les Corixidae, une famille de punaises aquatiques, et sur les gastéropodes. Il se concentre ensuite sur l'étude taxinomique détaillée des éphéméroptères britanniques, aboutissant à la publication en 1961 du premier guide complet consacré à leurs nymphes, dont l'édition la plus récente date de 1979. Au cours de ces travaux, il accumule de nombreuses informations sur l'écologie des différentes espèces, particulièrement sur leurs habitats et leurs cycles de vie. Ses principaux lieux d'étude sont d'une part à Ford Wood Beck, un ruisseau caillouteux situé près de chez lui aux environs de Hawkshead, en Cumbria ; d'autre part à Hodson's Tarn, un lac marécageux à proximité du laboratoire Windermere de la FBA. Après sa retraite, il poursuit ses études sur la rivière Lune, qui traverse la Cumbria et le Lancashire. Il est un auteur prolifique, publiant articles et livres scientifiques. En 1951 paraît dans la collection New Naturalist, chez Collins, Life in Lakes and Rivers, co-écrit avec E.B. Worthington. Cet ouvrage servira un temps à l'Open University.
Outre les cours qu'il assure à la FBA, il est professeur invité à l'université de Lancaster de 1976 à 1976, à l' université de Toulouse en 1968, à l' université d'État de l'Idaho en 1972 et à université de l'Ohio en 1976-77. Il est fondateur et rédacteur de la revue Freshwater Biology. Il est étroitement associé à l' International Association of Theoretical and Applied Limnology, qui s'intéresse aux eaux douces et dont il est secrétaire général et trésorier de 1953 à 1968, rédacteur de 1953 à 1962 et vice-président de 1968 à 1972.
T. T. Macan était également un marin passionné,,.